# Elmar Doppelfeld
Elmar Doppelfeld (* 20. Oktober 1939 in Köln) ist ein deutscher Mediziner, Redakteur und Medizinethiker.

## Leben
Elmar Doppelfeld, Sohn des Kölner Archäologen und Begründers des Römisch-Germanischen Museums Otto Doppelfeld, studierte nach seinem altsprachlichen Abitur 1960 zunächst Rechtswissenschaften, Geschichte und wissenschaftliche Politik an der Eberhard Karls Universität Tübingen. 1962 wechselte er in die medizinische Fakultät und studierte in Tübingen, Münster und Köln. 1968 wurde er an der Universität zu Köln mit einer nuklearmedizinischen Arbeit zum Dr. med. promoviert und 1970 approbiert. Von 1970 bis 1977 bildete er sich zum Facharzt für Radiologie und zum Facharzt für Nuklearmedizin an den Universitätskliniken in Zürich, Köln und Aachen weiter. Von 1977 bis 1980 war Doppelfeld wissenschaftlicher Assistent am Institut für Klinische und Experimentelle Nuklearmedizin der Universität Bonn und legte 1980 seine Habilitation für das Fach „Nuklearmedizin“ vor. 1980 übernahm er einen Lehrauftrag an für Nuklearmedizin an der Medizinischen Fakultät der Universität Zürich. 1981 wurde er Oberarzt der Klinik für Strahlentherapie der Universität zu Köln.
1982 wurde Elmar Doppelfeld Geschäftsführender Arzt der Bundesärztekammer. 1989 übernahm er die Leitung der medizinisch-wissenschaftlichen Redaktion des Deutschen Ärzteblattes und hatte diese inne bis zu seiner Pensionierung 2004. Seit 1986 ist er außerplanmäßiger Professor an der Universität Bonn.
Doppelfeld war Gründungsmitglied des Arbeitskreises Medizinischer Ethikkommissionen in der Bundesrepublik Deutschland und wurde 1988 Vorstandsmitglied. 1994 wurde er Vorsitzender des Arbeitskreises Medizinischer Ethikkommissionen in Deutschland. 2012 stellte er sich – nach 30-jähriger Zugehörigkeit zum Vorstand – nicht zur Wiederwahl. 1990 wurde er in den Lenkungsausschuss für Bioethik des Europarates berufen und wurde 2001 Vorstandsmitglied und 2003 Vizepräsident, 2005 bis 2007 Präsident. Doppelfeld hatte maßgeblich an den Stellungnahmen „Menschenrechtsübereinkommen zur Biomedizin des Europarates“ und dem vom Ministerrat des Europarates im Jahre 2004 angenommenen Protokoll „Forschung am Menschen“ mitgewirkt. Doppelfeld ist weiterhin Mitglied der deutschen Delegation im Lenkungsausschuss für Bioethik des Europarates. Seit 2012 ist Elmar Doppelfeld Präsident des von ihm mitbegründeten europäischen Netzwerkes nationaler Netzwerke in den europäischen Staaten, EUREC.
Elmar Doppelfeld ist seit 1960 Mitglied der katholischen Studentenverbindung AV Cheruskia Tübingen im CV. Er ist Aufsichtsrat der Hospitalvereinigung St. Marien, einem Organ innerhalb der Stiftung der Cellitinnen zur hl. Maria.